# Prix Franz-Stephan
Le prix Franz-Stephan (en anglais : Francis Stephen Award; en allemand : Franz Stephan Preis) est un prix scientifique international qui vise à récompenser les travaux de chercheurs en lettres et sciences humaines et sociales. Il est décerné uniquement tous les deux ou trois ans par la Société autrichienne d’étude du XVIIIe siècle (Österreichische Gesellschaft zur Erforschung des 18. Jahrhunderts).

## Histoire
Créé en 2000, le prix Franz Stephan rend hommage à l’intérêt que François de Lorraine (Franz Stephan en allemand), l’époux de l’impératrice Marie-Thérèse, portait à la science, à l’art ainsi qu’à la culture de l’Autriche. Il honore des travaux d'excellence, rédigés en allemand, français, ou anglais, concernant le XVIIIe siècle ou la monarchie des Habsbourg. Le prix donne lieu à la remise d’un diplôme lors d'une cérémonie à l'université de Vienne et est doté de 1 500 €.

## Jury
Le jury est composé d'universitaires et de spécialistes interdisciplinaires du XVIIIe siècle (historiens, littéraires, juristes, historiens de l'art, etc.). Le processus d'évaluation et de sélection comprend plusieurs étapes et s'étend sur plusieurs mois.

## Lauréats[3]
| Années | Lauréats                                                    | Pays                                    | Travaux récompensés |
| ------ | ----------------------------------------------------------- | --------------------------------------- | --- |
| 2020   | - Benedikt Stimmer - Julia Ackermann - Doris Gruber         | - Autriche - Autriche - Autriche        | - Zivilisierung durch Sprache? Die Verbreitung des Deutschen als Ausdruck einer habsburgischen „Zivilisierungsmission“ in Galizien 1772–1790 - Zwischen Vorstadtbühne, Hoftheater und Nationalsingspiel: Die Opéra comique in Wien 1768–1783 - Frühneuzeitlicher Wissenswandel. Die Kometenerscheinungen von 1577/1578, 1680/1681 und 1743/44 in der Druckpublizistik des Heilgien Römischen Reichs Deutscher Nation |
| 2017   | - Thérence Carvalho - Stephan Kurz                          | - France - Autriche                     | - La physiocratie dans l'Europe des Lumières. Circulation et réception d'un modèle de réforme de l'ordre juridique et social - Gebundene Korrespondenzen. Gattungs- und Mediengeschichte von Briefromanen des 18. Jahrhunderts |
| 2014   | - Klaas Van Gelder - Tobias Heinrich                        | - Belgique - Autriche / Grande-Bretagne | - Regime Change at a Distance. Austria and the Southern Netherlands following the War of the Spanish Succession (1716-1725) - Leben lesen. Zur Theorie der Biographie um 1800 |
| 2012   | - Irene Kubiska - Matthias Mansky                           | - Autriche - Autriche                   | - „Zwischen Anspruch und Gnade“ – Die Supplikationen Wiener Hofbediensteter an den Kaiser in der Mitte des 18. Jahrhunderts - Cornelius von Ayrenhoff. Eine Monographie |
| 2009   | - Claire Mádl - Petra Peska - Marion Romberg                | - France - Autriche - Autriche          | - L’écrit, le livre et la publicité. Les engagements d’un aristocrate éclairé de Boheme: Franz Anton Hartig (1758-1797) - Náměšť na Hané – eine Baumonographie - Die Welt in Österreich. 57 Beispiele barocker Erdteil-Allegorien |
| 2007   | - Joachim Bürgschwentner; - Jakob Wührer                    | - Autriche - Autriche                   | - Die Penal Laws in Irland 1691-1778 Gesetzestexte, Auswirkungen, Debatten; - Kindsmörderinnen vor dem Landgericht Lambach. Sechs Frauen zwischen sozialer Wirklichkeit und normativem Anspruch von Obrigkeit und sozialem Umfeld in der ersten Hälfte des 18. Jahrhunderts |
| 2005   | - Ines Peper - Thomas Wallnig - Anna Bauer                  | - Autriche - Autriche - Autriche        | - Konvertiten im Umkreis des Wiener Hofes um 1700 - Studien zu Herkunft und Bildungswegvon Bernhard Pez OSB vor 1709 - Spanische Übersetzerinnen der Illustración 1750-1830: Eine Spurenanalyse |
| 2002   | - Huberta-Alexandra Weigl - Oliver Hochadel                 | - Autriche - Autriche                   | - Die Klosteranlagen Jakob Prandtauers - Öffentliche Wissenschaft Elektrizität in der deutschen Aufklärung |
| 2000   | - Johannes Frimmel - Christoph Gnant - Michael Hammerschmid | - Autriche - Autriche - Autriche        | - Literarisches Leben in Melk Ein Kloster zur Zeit Josephs II. im kulturellen Umbruch - Die Panisbriefe Josephs II. Studien und Quellen - Johann Karl Wezel |